# 화령초등학교 송계분교
화령초등학교 송계분교는 대한민국 경상북도 상주시에 있었던 공립 초등학교이다.

## 연혁
- 1949년 9월 16일 화령국민학교 하송분교장 설립인가
- 1962년 4월 12일 송계국민학교 설립인가
- 1994년 9월 1일 화령국민학교 송계분교
- 1996년 3월 1일 화령초등학교 송계분교
- 2012년 3월 1일 폐교